# Gieorgij Starostin
Gieorgij Siergiejewicz Starostin (ros. Георгий Сергеевич Старостин, ur. 4 lipca 1976) – rosyjski językoznawca. Zajmuje się językoznawstwem historyczno-porównawczym, problematyką pokrewieństwa językowego, orientalistyką i sinologią.
W 1997 roku ukończył studia na Wydziale Lingwistyki Teoretycznej i Stosowanej Rosyjskiego Państwowego Uniwersytetu Humanistycznego. W 2000 r. uzyskał stopień kandydata nauk na podstawie pracy poświęconej rekonstrukcji systemu fonologicznego języka pradrawidyjskiego. W 2005 r. objął stanowisko docenta i zaczął kierować Katedrą Historii i Filologii Dalekiego Wschodu.
Od 2000 r. bierze udział w rosyjsko-amerykańskim projekcie Evolution of Human Language, którego celem jest wyjaśnienie relacji między rodzinami językowymi i rekonstrukcja lingwistyczna dziejów ludzkości. Jest zastępcą redaktora naczelnego czasopisma „Journal of Language Relationship” („Woprosy jazykowogo rodstwa”).